# أفضل ما في الشباب
ذا بيست أوف يوث (أفضل ما في الشباب)، هو فيلم إيطالي (2003) من إخراج ماركو توليو جيوردانا. خُطط لأن يكون مسلسلاً صغيراً من أربعة أجزاء في بادئ الأمر، ثمّ عُرض في مهرجان كان السينمائي لعام 2003 وفاز بجائزة نظرة ما. أُطلق بنسخة تجارية في إيطاليا على شكل فيلم مكوّن من جزأين، يتألف كل جزء منه من ثلاث ساعات؛ إذ أزيل منه 40 دقيقة. بُثّ الإصدار الكامل والمكوّن من أربعة أجزاء للفيلم في إيطاليا بين 7 و15 ديسمبر من عام 2003، وذلك على قناة راي أونو التلفزيونية. 
عُرض الفيلم في العديد من المدن الأمريكية، إذ كان مؤلّفاً من جزأين (3 ساعات لكل جزء). صدرت نسخة على قرصي دي في دي بنفس التقسيم الزمني. 
أبدى المخرج جيوردانا -الذي أخرج فيلماً عن الظروف المشبوهة المحيطة بوفاة الشاعر والمخرج بيير باولو بازوليني- تقديره لهذا المخرج، إذ استخدم عنوان قصيدة لبازوليني عنواناً لفيلمه. يندرج الفيلم في إطار تقاليد العديد من الأفلام الإيطالية، التي تغطّي فترةً زمنيةً واسعةً من التاريخ الإيطالي من خلال قصّة عائلة واحدة؛ مثل روكو أند هيز براذرس وذا ليوبارد. 
ظهر كلّ من جيوردانا وكتّاب السيناريو والممثّلين الأساسيين في مقابلة مفصّلة دعائية تسلّط الضوء على بعض دوافع الشخصيات والإلهام وراء قصّة الفيلم.

## الحبكة
ذا بيست أوف يوث (أفضل ما في الشباب)، هو ملحمة عائلية تدور أحداثها في إيطاليا بين عامي 1966 و2003. يروي الفيلم قصّة حياة عائلة إيطالية (عائلة كاراتي)، ولكنه يركز بشكل أساسي على الشقيقين ماتيو (أليسيو بوني) ونيكولا (لويجي لو كاشيو)، ويوثق رحلة حياتهما منذ ريعان شبابهما الجامح في خضم الثقافة المضادة في منتصف ستينيات القرن الماضي، إلى الأبوة ومن ثم التقاعد في بداية الألفينيات. يهدف الفيلم إلى إظهار التفاعلات الشخصية والسياسية، والطرق التي قد تحول الأحداث الصغيرة إلى نقاط تحول في الخيارات الهامة التي تتخذها الشخصيات.

## طاقم التمثيل
- أليسيو بوني في دور ماتيو كاراتي.
- ليوجي لو كاسيكو في دور نيكولا كاراتي.
- جاسمين ترينك في دور جورجيا إسبوستي.
- أدريانا أستي في دور أدريانا كاراتي.
- سونيا بيرجاماسكو في دور جوليا مونفالكو.
- فابريزيو جيفوني في دور كارلو توماسي.
- مايا سانسا في دور مرييلا أوتانو.
- فالانتينا كارنيلوتي في دور فرانشيسكا كاراتي.
  - نيلا كارنيلوتي في دور فرانشيسكا كاراتي بعمر الثماني سنوات.
- كاميلا فيليبي في دور سارة كاراتي.
  - غريتا كافوتي في دور سارة كاراتي بعمر الثماني سنوات.
  - سارة بافانشيلو في دور سارة كاراتي بعمر الخمس سنوات.
- أندريا تيدونا في دور أنجيلو كاراتي.
- ليديا فيتالي في دور جيوفانا كاراتي.
- كلاديو جيوي في دور فيتالي ميكافي.
- جيوفاني شيفوني في دور بيرتو.
- باولو بوناني في دور لويجينو.
- ريكاردو سكامارشيو في دور أندريا أوتانو.
  - فرانشيسكو لا ماتشي في دور أندريا أوتانو بعمر السادسة.
- باولو دي فيتا في دور دون فيتو.
- ماريو شيانو في دور بروفيسور الطب.
- ميشيل ميليجا في دور بروفيسورة الآداب.
- بيبو مونتالبانو في دور مفوض باليرمو.
- أنتونيلو بوجيلسي في دور كاهن باليرمو.
- روبيرتو أكورنيرو في دور رئيس محكمة تورينو.
- ستيفانو أباتي في دور تاجر مخدرات.
- جيوفاني مورتورانا في دور المغربي.
- باترسيا بونزو في دور صاحبة المعرض.
- فابيو كاميلي في دور سجين تانجينتوبولي (تحقيق وطني في التسعينيات حول الفساد والرشوة والدفع غير القانوني للأحزاب الإيطالية الأكبر).
- دومينيكو سينتامور في دور إنزو.
- ميمو ميجنيمي في دور سارو.
- كريستين م. أوفيم في دور إرميوني.
- تيريزا فاديم في دور تيريز.
- موريتسيو دي كارمين في دور إرهابي.
- كروم دي نيكولا في دور بريغو.
- والتر دا بوزو في دور ماريو.
- سيرجيو ريسو في دور كبير الخدم.
- إميليا مارا في دور طبيبة.
- نيكولا فيجيلانتي في دور ممرض.
- جوانا جيمينيز في دور طفلة (لوليتا).
- ماريا غراتسيا بون في دور البواب.

## روابط خارجية
- أفضل ما في الشباب على موقع IMDb (الإنجليزية)
- أفضل ما في الشباب على موقع ميتاكريتيك (الإنجليزية)
- أفضل ما في الشباب على موقع روتن توميتوز (الإنجليزية)
- أفضل ما في الشباب على موقع نتفليكس (الإنجليزية)
- أفضل ما في الشباب على موقع ألو سيني (الفرنسية)
- أفضل ما في الشباب على موقع Turner Classic Movies (الإنجليزية)
- أفضل ما في الشباب على موقع أول موفي (الإنجليزية)
- أفضل ما في الشباب على موقع بوكس أوفيس موجو (الإنجليزية)
- أفضل ما في الشباب على موقع فيلمافينيتي (الإسبانية)
- أفضل ما في الشباب على موقع قاعدة بيانات الأفلام السويدية (السويدية)